# Reggio Emilia (provins)
Provinsen Reggio Emilia (it. Provincia di Reggio Emilia) er en af 8 provinser i regionen Emilia-Romagna i det nordlige Italien. Reggio Emilia er provinsens hovedby. Der er 45 kommuner (comuni) i provinsen 
Andre byer er Scandiano, Guastalla, Correggio, Novellara, Castelnovo Monti, Canossa. 
Provinsen har et areal på 2.292 km² og 487.003 indbyggere ved folketællingen i 2005.

## Geografi
Provinsen ligger mellem Po i nord og Appenninerne i syd. 
Reggio Emilia grænser til:
- i nord mod Lombardiet (provinsen Mantova),
- i øst mod provinsen Modena,
- i syd mod Toscana (provinserne Massa-Carrara og Lucca) og
- i vest mod provinsen Parma.

Floden Enza danner grænsen mod Parma. Provinsen stiger fra lavlandet ved Po med ca. 20 moh op til Monte Cusena på 2121 moh.
Det historiske sted Canossa ligger i provinsen ca. 30 km fra Reggio Emilia.

## Kommuner
- Albinea
- Bagnolo in Piano
- Baiso
- Bibbiano
- Boretto
- Brescello
- Busana
- Cadelbosco di Sopra
- Campagnola Emilia
- Campegine
- Canossa
- Carpineti
- Casalgrande
- Casina
- Castellarano
- Castelnovo di Sotto
- Castelnovo ne' Monti
- Cavriago
- Collagna
- Correggio)
- Fabbrico
- Gattatico
- Gualtieri
- Guastalla
- Ligonchio
- Luzzara
- Montecchio Emilia
- Novellara
- Poviglio
- Quattro Castella
- Ramiseto
- Reggio nell'Emilia
- Reggiolo
- Rio Saliceto
- Rolo
- Rubiera
- San Martino in Rio
- San Polo d'Enza
- Sant'Ilario d'Enza
- Scandiano
- Toano
- Vetto
- Vezzano sul Crostolo
- Viano
- Villa Minozzo